# 안재석 (야구 선수)
안재석(安宰皙, 2002년 2월 15일 ~ )은 KBO 리그 두산 베어스의 내야수이다.

## 아마추어 시절
서울고등학교 시절 팀의 주전 내야수로 활약했다. 3학년 때 팀의 주전 내야수로 활약하며 좋은 성적을 내는데 기여했다. 내야수 최대어로 불리며 1차 지명 후보로 언급됐다.

## 두산 베어스시절
2021년에 입단하였다. 2021년 4월 9일 한화 이글스와의 경기에 출전하며 데뷔 첫 경기를 치렀고, 경기 후반에 교체 출전해 타석에는 들어서지 못했다.

## 트리비아
- 두산 베어스에서 18년만에 1차 지명에서 뽑은 야수이다.

## 출신 학교
- 서울성내초등학교
- 배재중학교
- 서울고등학교

## 통산 기록
| 연도 | 팀명  | 타율  | 경기 | 타수 | 득점 | 안타 | 2루타 | 3루타 | 홈런 | 루타 | 타점 | 도루 | 도실 | 볼넷 | 사구 | 삼진 | 병살 | 실책 |
| ---- | ----- | ----- | ---- | ---- | ---- | ---- | ----- | ----- | ---- | ---- | ---- | ---- | ---- | ---- | ---- | ---- | ---- | ---- |
| 2021 | 두산  | 0.255 | 96   | 200  | 28   | 51   | 8     | 2     | 2    | 66   | 14   | 1    | 0    | 16   | 4    | 53   | 4    | 13   |
| 2022 | 두산  | 0.213 | 99   | 235  | 22   | 50   | 10    | 0     | 3    | 69   | 17   | 4    | 0    | 19   | 4    | 71   | 5    | 15   |
| 2023 | 두산  | 0.188 | 27   | 64   | 8    | 12   | 2     | 1     | 1    | 19   | 5    | 2    | 0    | 3    | 0    | 12   | 0    | 1    |
| 통산 | 3시즌 | 0.226 | 222  | 499  | 58   | 113  | 20    | 3     | 6    | 157  | 36   | 7    | 0    | 38   | 8    | 136  | 9    | 29   |